# Choroby układu krążenia
Choroby układu krążenia, choroby układu sercowo-naczyniowego – schorzenia narządów i tkanek układu krążenia, w szczególności serca, tętnic i żył. Historycznie ich rozpoznawaniem i leczeniem zajmowała się interna. Obecnie są domeną kardiologii, natomiast leczeniem operacyjnym zajmują się chirurgia naczyniowa, kardiologia inwazyjna oraz kardiochirurgia. Leczeniem niektórych chorób naczyniowych zajmują się również neurologia oraz reumatologia.
Wraz z rozwojem cywilizacji doszło do zwiększenia zachorowalności na choroby układu krążenia, dlatego wiele z nich nazywanych jest chorobami cywilizacyjnymi. Jak wynika z danych Głównego Urzędu Statystycznego, w Polsce z przyczyn kardiologicznych umiera rocznie około 175 tysięcy osób, co stanowi 46% wszystkich zgonów.

## Niektóre choroby układu krążenia
- miażdżyca
- choroba niedokrwienna serca (choroba wieńcowa)
  - ostre zespoły wieńcowe
  - zawał mięśnia sercowego
- zaburzenia rytmu i przewodzenia
  - nadkomorowe zaburzenia rytmu serca
  - komorowe zaburzenia rytmu serca
  - zaburzenia automatyzmu i przewodzenia
- wady serca (wrodzone i nabyte)
- choroby wsierdzia
- choroby mięśnia sercowego
  - zapalenie mięśnia sercowego
  - kardiomiopatie
- choroby osierdzia
  - ostre zapalenie osierdzia
  - tamponada serca
  - zaciskające zapalenie osierdzia
- nowotwór serca
- niewydolność serca
  - ostra niewydolność serca
  - przewlekła niewydolność serca
- nadciśnienie tętnicze
- nadciśnienie płucne
- choroby aorty i naczyń obwodowych
  - tętniak aorty
  - choroba Takayasu
  - zakrzepowo-zarostowe zapalenie naczyń
  - olbrzymiokomórkowe zapalenie tętnic
  - niedokrwienie kończyn dolnych
    - ostre
    - przewlekłe

  - choroby tętnic szyjnych
    - udar mózgu

  - choroby tętnic trzewnych
- choroby żył obwodowych
  - zakrzepowe zapalenie żył powierzchownych
  - przewlekła niewydolność żylna
- żylna choroba zakrzepowo-zatorowa
  - zakrzepica żył głębokich
  - zatorowość płucna
- choroby mikrokrążenia
  - choroba Raynauda
  - siność siatkowata
  - akrocyjanoza
  - bolesny rumień kończyn
- choroby naczyń chłonnych
  - obrzęk limfatyczny.

## Klasyfikacja chorób układu krążenia ICD-10 (I00-I99)

### Ostrachoroba reumatyczna(I00- I02)
- choroba reumatyczna bez wzmianki o zajęciu serca
- choroba reumatyczna z zajęciem serca
- pląsawica reumatyczna

### Przewlekła choroba reumatyczna serca (I05- I09)

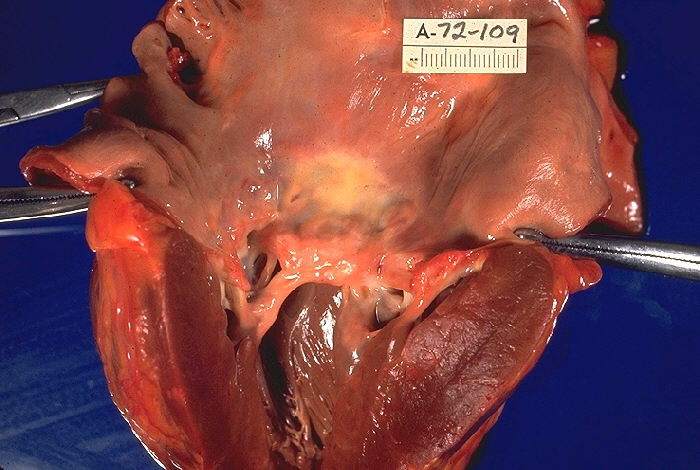
Reumatyczna choroba serca

- choroby reumatyczne zastawki dwudzielnej
- choroby reumatyczne zastawek tętnicy głównej
- choroby reumatyczne zastawki trójdzielnej
- wady wielu zastawek (skojarzone)
- inne choroby reumatyczne serca

### Choroba nadciśnieniowa(I10- I15)
- samoistne (pierwotne) nadciśnienie
- choroba nadciśnieniowa z zajęciem serca
- choroba nadciśnieniowa z zajęciem nerek
- choroba nadciśnieniowa z zajęciem serca i nerek
- nadciśnienie wtórne

### Choroba niedokrwienna serca(I20- I25)
- dusznica bolesna
- ostry zawał serca
- ponowny zawał serca („dorzut”)
- niektóre powikłania występujące w czasie ostrego zawału serca
- inne ostre postacie choroby niedokrwiennej serca
- przewlekła choroba niedokrwienna serca

### Zespół sercowo-płucny i choroby krążenia płucnego (I26- I28)
- zatorowość płucna
- nadciśnienie płucne
- inne zespoły sercowo-płucne
- inne choroby naczyń płucnych

### Inne choroby serca (I30- I52)
- ostre zapalenie osierdzia
- inne choroby osierdzia
- zapalenie osierdzia w chorobach sklasyfikowanych gdzie indziej
- ostre i podostre zapalenie wsierdzia

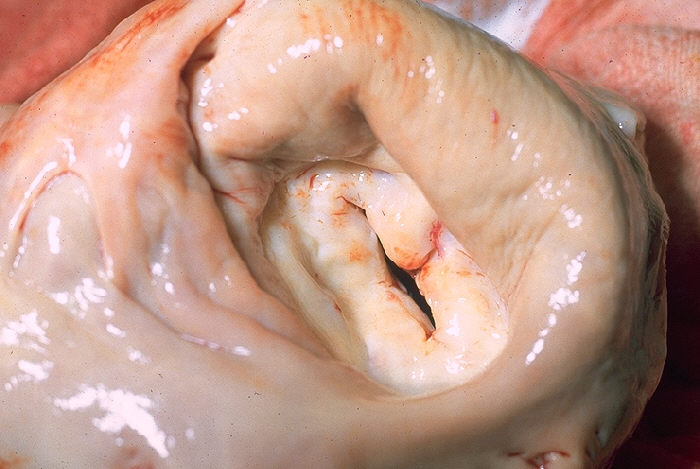
Niedomykalność i zwężenie zastawki mitralnej

- niereumatyczne zaburzenia czynności zastawki dwudzielnej
- niereumatyczne zaburzenia funkcji zastawki tętnicy głównej
- niereumatyczne zaburzenia funkcji zastawki trójdzielnej
- zaburzenia funkcji zastawki pnia płucnego
- zapalenie wsierdzia, zastawki, nieokreślone
- zapalenie wsierdzia i zaburzenia funkcji zastawek serca w chorobach sklasyfikowanych gdzie indziej
- kardiomiopatie
- kardiomiopatia w chorobach sklasyfikowanych gdzie indziej
- blok przedsionkowo-komorowy i lewej odnogi pęczka Hisa
- inne zaburzenia przewodnictwa
- nagłe zatrzymanie krążenia
- częstoskurcz napadowy
- migotanie i trzepotanie przedsionków
- inne zaburzenia rytmu serca
- niewydolność serca
- choroby serca niedokładnie określone i powikłania chorób serca
- inne zaburzenia funkcji serca w chorobach sklasyfikowanych gdzie indziej

### Choroby naczyń mózgowych (I60- I69)
- krwotok podpajęczynówkowy
- krwotok śródmózgowy
- inne nieurazowe krwotoki mózgowe
- zawał mózgu
- udar nieokreślony jako krwotoczny lub zawałowy
- niedrożność i zwężenie tętnic przedmózgowych niepowodujące zawału mózgu
- niedrożność i zwężenie tętnic mózgowych niepowodujące zawału mózgu
- inne choroby naczyń mózgowych
- zaburzenia naczyń mózgowych w chorobach występujących gdzie indziej
- następstwa chorób naczyń mózgowych

### Choroby tętnic, tętniczek i naczyń włosowatych (I70- I79)
- miażdżyca

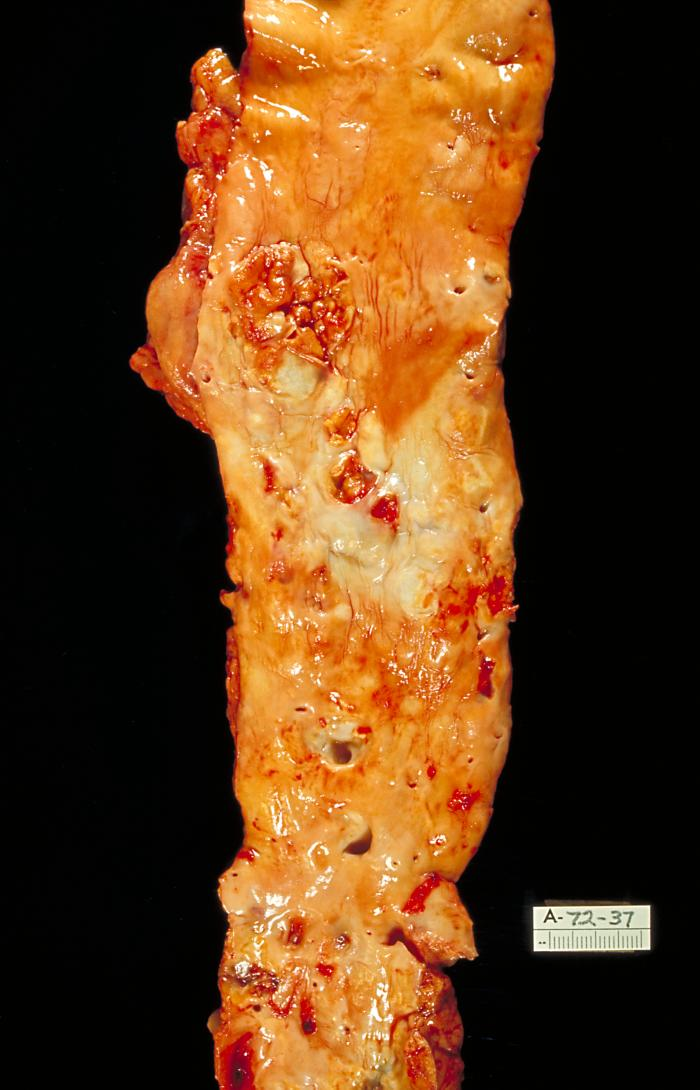
Widoczne zmiany miażdżycowe aorty

- tętniak i tętniak rozwarstwiający tętnicy głównej
- tętniak innych tętnic
- inne choroby naczyń obwodowych
- zator i zakrzep tętniczy
- inne zaburzenia czynności tętnic i tętniczek
- choroby naczyń włosowatych
- zaburzenia czynności tętnic, tętniczek i naczyń włosowatych w chorobach sklasyfikowanych gdzie indziej

### Choroby żył, naczyń limfatycznych i węzłów chłonnych, niesklasyfikowane gdzie indziej (I80- I89)
- zapalenie żył i zakrzepowe zapalenie żył
- zakrzep żyły wrotnej
- inne zatory i zakrzepy żylne
- żylaki kończyn dolnych
- guzy krwawnicze odbytu
- żylaki przełyku
- żylaki o innym umiejscowieniu
- inne zaburzenia żył
- nieokreślone zapalenie węzłów chłonnych
- inne niezakaźne zaburzenia funkcji naczyń i węzłów chłonnych

### Inne i nieokreślone zaburzenia układu krążenia (I95- I99)
- niedociśnienie tętnicze
- pozabiegowe zaburzenia układu krążenia, niesklasyfikowane gdzie indziej
- inne zaburzenia funkcji układu krążenia w chorobach sklasyfikowanych gdzie indziej
- inne i nieokreślone zaburzenia układu krążenia.

## Główne objawy
- duszność
- sinica
- bóle serca
- kołatanie serca
- obrzęki
- przesięki do jam ciała
- utrata przytomności (omdlenia)
- ból głowy
- zawroty głowy

## Badania

### Wpływ badań laboratoryjnych na ocenę ryzyka chorób układu krążenia
Przeprowadzone badania epidemiologiczne, kliniczne i doświadczalne rozszerzyły wiedzę na temat parametrów pozwalających ocenić predyspozycje do rozwoju chorób układu krążenia, przede wszystkim powstających na podłożu miażdżycowym.
Wskaźniki te mają ułatwić:
- identyfikację czynników sprzyjających rozwojowi choroby,
- wczesne wykrywanie nieprawidłowości (zanim wystąpią pierwsze objawy chorobowe),
- ocenę rokowań u pacjentów ze zdiagnozowaną chorobą,
- ocenę skuteczności podejmowanych działań profilaktycznych.

Z praktycznego punktu widzenia, badania laboratoryjne pomocne w ocenie ryzyka wystąpienia chorób układu krążenia, możemy podzielić na:
- badania podstawowe
  - cholesterol (w tym LDL i/lub HDL)
  - triglicerydy
  - glukoza
- badania dodatkowe
  - Lp(a)
  - homocysteina
  - fibrynogen
  - białko C-reaktywne (metoda wysokiej czułości)
- badania specjalistyczne
  - molekuły adhezyjne
  - podfrakcje HDL
  - apolipoproteiny
  - profil LDL
  - PAI, t-PA
  - inne markery, w tym badania genetyczne

### Badania nieinwazyjne
Nieinwazyjne badania układu krążenia obejmują rozpoznawanie, monitorowanie leczenia oraz stratyfikację ryzyka. Do najczęściej zlecanych badań nieinwazyjnych zaliczane są:
- EKG spoczynkowe
- EKG wysiłkowe
- monitorowanie EKG metodą Holtera
- ambulatoryjne monitorowanie ciśnienia krwi
- zdjęcie rentgenowskie klatki piersiowej
- ultrasonografia dopplerowska
- echokardiografia serca
- tomografia emisyjna pojedynczych fotonów
- tomografia spiralna
- pozytonowa tomografia emisyjna
- obrazowanie metodą rezonansu magnetycznego

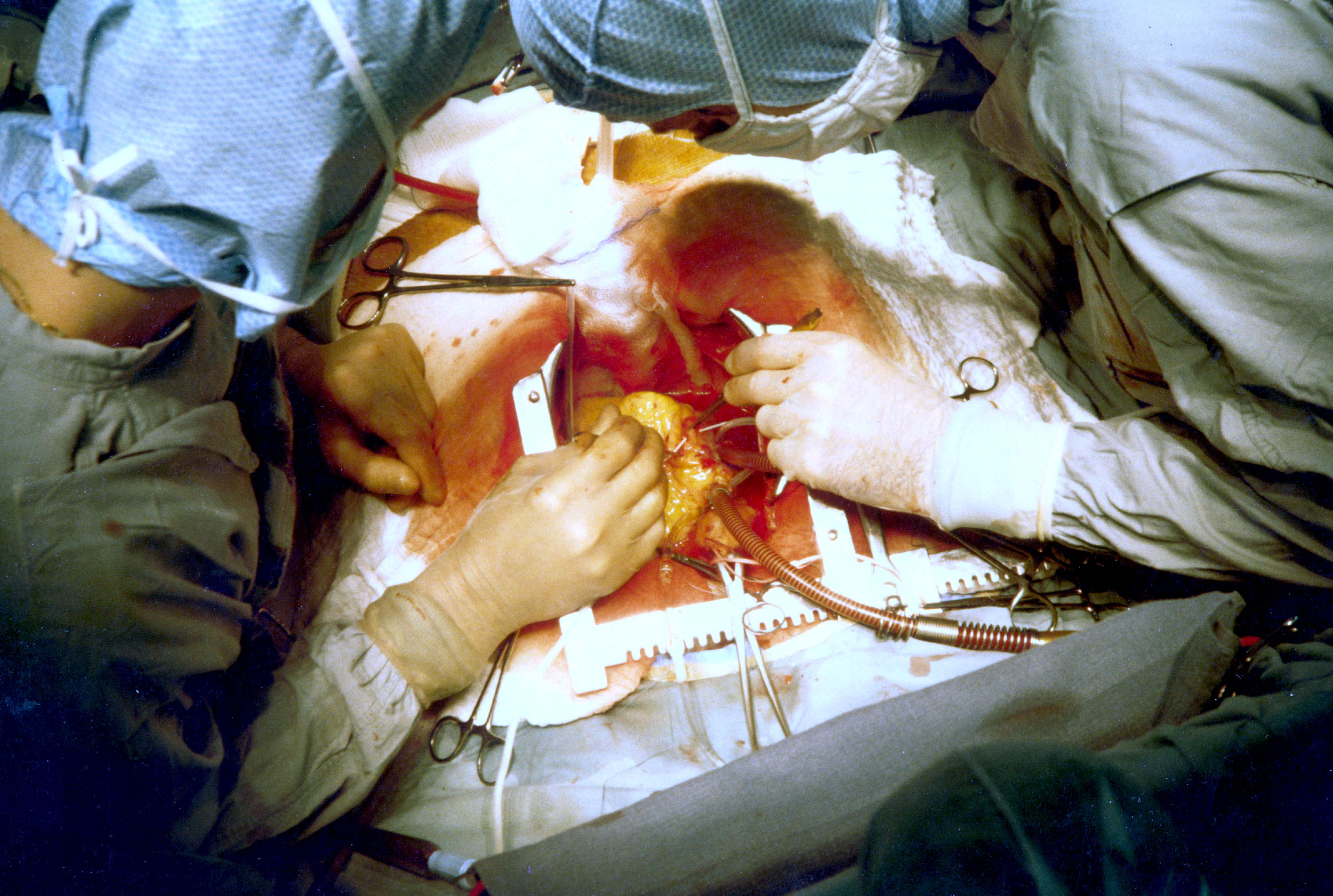
Pomostowanie aortalno-wieńcowe

- test pochyleniowy

### Badania inwazyjne
Jeśli wykonane badania nieinwazyjne nie są wystarczające lub stadium choroby jest na tyle zaawansowane, że wymaga leczenia operacyjnego, stosuje się inwazyjne metody badań, takie jak na przykład:
- angiokardiografia
- koronarografia
- cewnikowanie serca
- by-passy (żylny, tętniczy)
- koronaroplastyka PTCA
- ultrasonografia wewnątrzwieńcowa

## Profilaktyka

### Zwalczanie czynników ryzyka
Podstawą profilaktyki chorób układu krążenia jest zwalczanie czynników ryzyka poprzez:
- prawidłowe odżywianie,
- wyrabianie nawyków aktywnego wypoczynku,
- unikanie nałogu palenia papierosów,
- okresowe badania lekarskie, uwzględniające:
  - pomiar masy i wysokości ciała,
  - pomiar ciśnienia krwi,
  - pomiar glikemii,
  - wykonywanie przesiewowych badań cholesterolu,
  - ultrasonograficzną ocenę grubości ścian tętnic szyjnych.

### Wczesne wykrywanie chorób układu krążenia u dzieci i młodzieży
Przewidywanie wystąpienia chorób układu krążenia powinno rozpocząć się od oceny okresu płodowego. Biorąc pod uwagę fakt, że mała masa urodzeniowa może stanowić o podwyższonym ryzyku wystąpienia choroby niedokrwiennej serca, nadciśnienia tętniczego, otyłości lub cukrzycy w życiu dorosłym, istnieje potrzeba objęcia tej grupy dzieci wczesną profilaktyką. Takie działanie ma na celu zmniejszenie rozwoju tych i innych chorób w późniejszych latach życia. Uznawane za najważniejszy czynnik ryzyka choroby niedokrwiennej serca hiperlipoproteinemie mogą być wykryte już we krwi pępowinowej.

### Ćwiczenia fizyczne

#### Korzystny wpływ aktywności ruchowej
Przeprowadzone w wielu krajach badania dostarczyły szczegółowych danych na temat znaczenia systematycznej aktywności fizycznej w zapobieganiu chorobom układu krążenia oraz w redukcji ryzyka przedwczesnej śmierci. Wyniki najczęściej cytowanych w piśmiennictwie medycznym długofalowych badań epidemiologicznych – Framingham Heart Study, badań MRFIT (ang. Multiple Risk Factor Intervention Trial), Harvard Alumni Study, czy Nurses Health Study wskazują na korzystne efekty systematycznego wysiłku fizycznego w profilaktyce poważnych powikłań zdrowotnych wynikających z chorób układu krążenia. Analiza wyników wieloletnich badań dowodzi, że regularny wysiłek fizyczny o odpowiedniej długości oraz intensywności wpływa pozytywnie na metabolizm lipidów i węglowodanów, czynności śródbłonka naczyniowego oraz może poprawiać stan równowagi czynnościowej między układem krzepnięcia i fibrynolizy.

#### Zalecenia aktywności ruchowej w pierwotnej prewencji chorób układu krążenia i promocji zdrowia
Należy pamiętać, że zbyt mała dawka ćwiczeń nie przyniesie istotnych efektów fizjologicznych, a nadmierny, niedostosowany do wieku, stanu zdrowia i możliwości wysiłek może być szkodliwy. W tabeli zostały przedstawione najbardziej znane wytyczne dotyczące zalecanej aktywności ruchowej.
| Aktywność ruchowa WHO 1993            | Centers for Disease Control and Prevention | American Heart Association and Prevention (CDCP) 1995 | American College of (AHA) 1996                                           | Europejskie Towarzystwa Sports Medicine (ACSM) 1998                      | International Task Force for Prevention Naukowe EAS, ESC, ESH 1998 | of Coronary Heart Disease IAS 1998 |
| ------------------------------------- | ------------------------------------------ | ----------------------------------------------------- | ------------------------------------------------------------------------ | ------------------------------------------------------------------------ | ------------------------------------------------------------------ | ---------------------------------- |
| Częstotliwość treningu w tygodniu     | 3-5 razy                                   | codziennie                                            | 3-6 razy                                                                 | 3-5 razy                                                                 | 4-5 razy                                                           | 4-5 razy                           |
| Intensywność ćwiczeń                  | 60-85% maks. tętna                         | umiarkowana                                           | 40-60% maks. tętna                                                       | 60-90% maks. tętna                                                       | 60-75% maks. tętna                                                 | 60-75% maks. tętna                 |
| Czas trwania jednostki treningowej    | 20-60 minut                                | min. 30 minut                                         | 30-60 minut                                                              | 20-60 minut                                                              | 30-40 minut                                                        | 20-30 minut                        |
| Rodzaj zalecanego treningu            | wysiłki wytrzymałościowe                   | wysiłki wytrzymałościowe                              | wysiłki wytrzymałościowe                                                 | wysiłki wytrzymałościowe                                                 | wysiłki wytrzymałościowe                                           |                                    |
| Ćwiczenia oporowe                     |                                            | uzupełnienie                                          | uzupełnienie min. 2x w tygodniu 8-10 zestawów ćwiczeń po 10-15 powtórzeń | uzupełnienie min. 2x w tygodniu 8-10 zestawów ćwiczeń po 10-12 powtórzeń |                                                                    |                                    |
| Wydatek energetyczny w czasie ćwiczeń |                                            | 200 kcal/dzień, 1400kcal/tydzień                      |                                                                          | minimum 300 kcal/trening                                                 |                                                                    |                                    |

#### Przeciwwskazania dotyczące wysiłku fizycznego
Osoba dorosła przed podjęciem systematycznego wysiłku fizycznego powinna wykonać podstawową diagnostykę kardiologiczną, a także badania czynnościowe pod kątem sportowym – m.in. EKG spoczynkowe, aby ustalić wydolność fizyczną organizmu. Osobom starszym zaleca się dokładną diagnostykę stanu zdrowia i dostosowanie odpowiedniej formy aktywności fizycznej.
| - znaczny stopień uszkodzenia serca, m.in. zmiany pozapalne mięśnia sercowego, wady serca, choroby niedokrwienna serca, które doprowadziły do niewydolności krążenia i/lub niewydolności wieńcowej spoczynkowej - zwężenie ujścia aortalnego - kardiomiopatia - znaczny stopień przerostu mięśnia sercowego - tętniak serca - niestabilna dusznica bolesna - zaburzenia przewodnictwa i/lub zaburzenia rytmu serca pojawiające się lub nasilające przy niewielkim obciążeniu wysiłkowym - przedwczesne pobudzenie komorowe wieloogniskowe i R/T - spoczynkowa tachykardia - napadowe migotanie przedsionków - nadciśnienie tętnicze nieuregulowane farmakologicznie - niewydolność układu oddechowego - istotne ograniczenie rezerw wentylacyjnych płuc - niewyrównana cukrzyca - nadwaga powyżej 60% należnej masy ciała - stan zapalny w organizmie - incydenty zakrzepowo-zatorowe w wywiadzie |

## Interakcje leków stosowanych w chorobach układu krążenia
Znajomość mechanizmów interakcji farmakodynamicznych i farmakokinetycznych leków stosowanych w kardiologii pozwala na uniknięcie potencjalnych zagrożeń wynikających z ich kojarzenia. W biotransformacji leków kardiologicznych najważniejszą rolę odgrywają trzy izoenzymy:
- CYP 3A4
- CYP 2D6
- CYP 2C9

Na niepożądane reakcje lekowe narażone są zwłaszcza osoby starsze, przyjmujące wiele leków, dlatego ważne jest każdorazowe ustalenie możliwych interakcji. Ponadto na interakcje mogą wpłynąć czynniki osobowe, na przykład przebyte choroby lub rodzaj diety. Zmienność osobnicza nasilenia interakcji leków zależy od wielkości dawek, czasu trwania leczenia, kolejności oraz drogi ich stosowania.
|            | CYP 3A4 | CYP 2D6 | CYP 2C9 |
| ---------- | --- | --- | --- |
| substraty  | - antagonisty kanału wapniowego - diltiazem - werapamil - nifedypina - felodypina - leki przeciwarytmiczne - chinidyna - lidokaina - dyzopiramid - leki immunosupresyjne - cyklosporyna A - takrolimus - statyny - atorwastatyna - lowastatyna - simwastatyna - steroidy - estradiol - etynyloestradiol - hydrokortyzon - progesteron - testosteron - inne - losartan - midazolam - diazepam - haloperydol - sibutramina | - leki beta-adrenolityczne - alprenolol - metoprolol - propranolol - karwedilol - tymolol - leki przeciwdepresyjne - amitryptylina - nortryptylina - fluoksetyna - chloropromazyna - leki przeciwpsychotyczne - haloperydol - tiorydazyna - leki przeciwarytmiczne - enkainid - flekainid - meksyletyna - propafenon - opioidy - morfina - kodeina - tramadol - inne - perheksylina - tamoksyfen - fenformina - hydroksyamfetamina - metoksyamfetamina - fenacetyna | - niesteroidowe leki przeciwzapalne - diklofenak - ibuprofen - mefenamid - naproksen - piroksykam - rofekoksyb - antagonisty receptora angiotensyny II - losartan - irbesartan - walsartan - leki przeciwcukrzycowe - tolbutamid - glipizyd - glimepiryd - inne - S-warfaryna - fluwastatyna |
| inhibitory | - ketokonazol - itrakonazol - flukonazol - cymetydyna - sok grejpfrutowy - erytromycyna - klarytromycyna - diltiazem - werapamil - cyklosporyna - indynawir - rytonawir - sakwinawir - nefozodon | - chinidyna - amiodaron - cymetydyna - propafenon - tiorydazyna - fluoksetyna - paroksetyna - haloperydol - kokaina - rytonawir - klomipramina - norfluoksetyna | - flukonazol - cymetydyna - amiodaron - fluwastatyna - fluoksetyna - metronidazol - ketokonazol |
| induktory  | - ryfampicyna - barbiturany - fenytoina - karbamazepina - alkohol | wysoce oporny na indukcję | - ryfampicyna - barbiturany - fenytoina |